# Eclipse 500
Eclipse 500 je majhen šestsedežni dvomotorni zelo lahek reaktivec ameriškega proizvajalca Eclipse Aviation. Poganjata ga dva turboventilatorska motorja Pratt & Whitney Canada PW610F nameščena v repu. Proizvodnja se je končala leta 2008 zaradi pomanjkanja sredstev.Potem je nastalo podjetje Eclipse Aerospace kot lastnik premoženja Eclipse Aviation. Oktobra 2011 je Eclipse Aerospace objavil novo verzijo Eclipse 550 z dobavami leta 2013.
Eclipse 500 je baziran na Williams V-Jet II, ki ga je zgradili Burt Rutanovo podjetje Scaled Composites leta 1997. Namenjen je bil testiranju novega turbofana FJX-2. Letalo so pedstavili na 1997 Oshkosh Airshow.
V-Jet II je bil nekonvencionalne konfiguracije, imelje  povsem kompozitno strukturo, V-rep in motorje v repu. Williams ni nameraval serijsko proizvajati letala, Eclipse Aviation pa je v njem videl potencial in začel naprej razvijati letalo.
Ustanovitelje podjetja Eclipse Vern Raburn je bil eden izmed prvih poslovnežev pri Microsoftu. Pozneje je Bill Gates postal eden glavnih delinčarjev v projektu.Pozneje je veliko izdelovalcev razvilo svoja VLJ letala.
Trup letala so močno predelali, kompozite so zamenjali z aluminijem. Spremenili so rep v T obliko, in namestili krila brez naklona. Od V-Jet II je ostala samo oblika kabine. Letalo je sprva imelo življenjsko dobo 10 000 ur in 10 000 ciklov, ki so jo potem dvignili na 20 000 ur in 20 000 ciklov.

## Tehnične specifikacije
- Posadka: 1 ali 2
- Kapaciteta: 4 do 5 potnikov
- Dolžina: 33 ft 1 in (10,1 m)
- Razpon kril: 37 ft 3 in (11,4 m)
- Višina: 11 ft 0 in (3,4 m)
- Prazna teža: 3 550 lb (1 610 kg)
- Naložena teža: 5 520 lb (2 504 kg)
- Uporaben tovor: 2 400 lb (1 089 kg)
- Maks. vzletna teža: 5 950 lb (2 699 kg)
- Motorji: 2 × Pratt & Whitney Canada PW610F turbofan, 900 lbf (4 kN) vsak

- Maks. hitrost: 370 vozlov (425 mph, 685 km/h)
- Hitrost izgube vzgona: 69 vozlov (79 mph, 128 km/h) v pristajalni konfiguraciji
- Dolet: 1 125 nm (IFR z 45min NBAA rezervo) (1 295 mi, 2 084 km)
- Višina leta (sevisna): 41 000 ft (12 500 m)
- Hitrost vzpenjanja: 3 424 ft / min (1 044 m / min)
- Vzletna razdalja: 2 345 ft (715 m)
- Pristajalna razdalja: 2 250 ft (686 m)

- Avionika:
- Avio Next Generation (Avio NG)
- Prikazovalniki:Dva 768 x 1024 PFD in en 1440 x 900 MFD